# Eva Lind

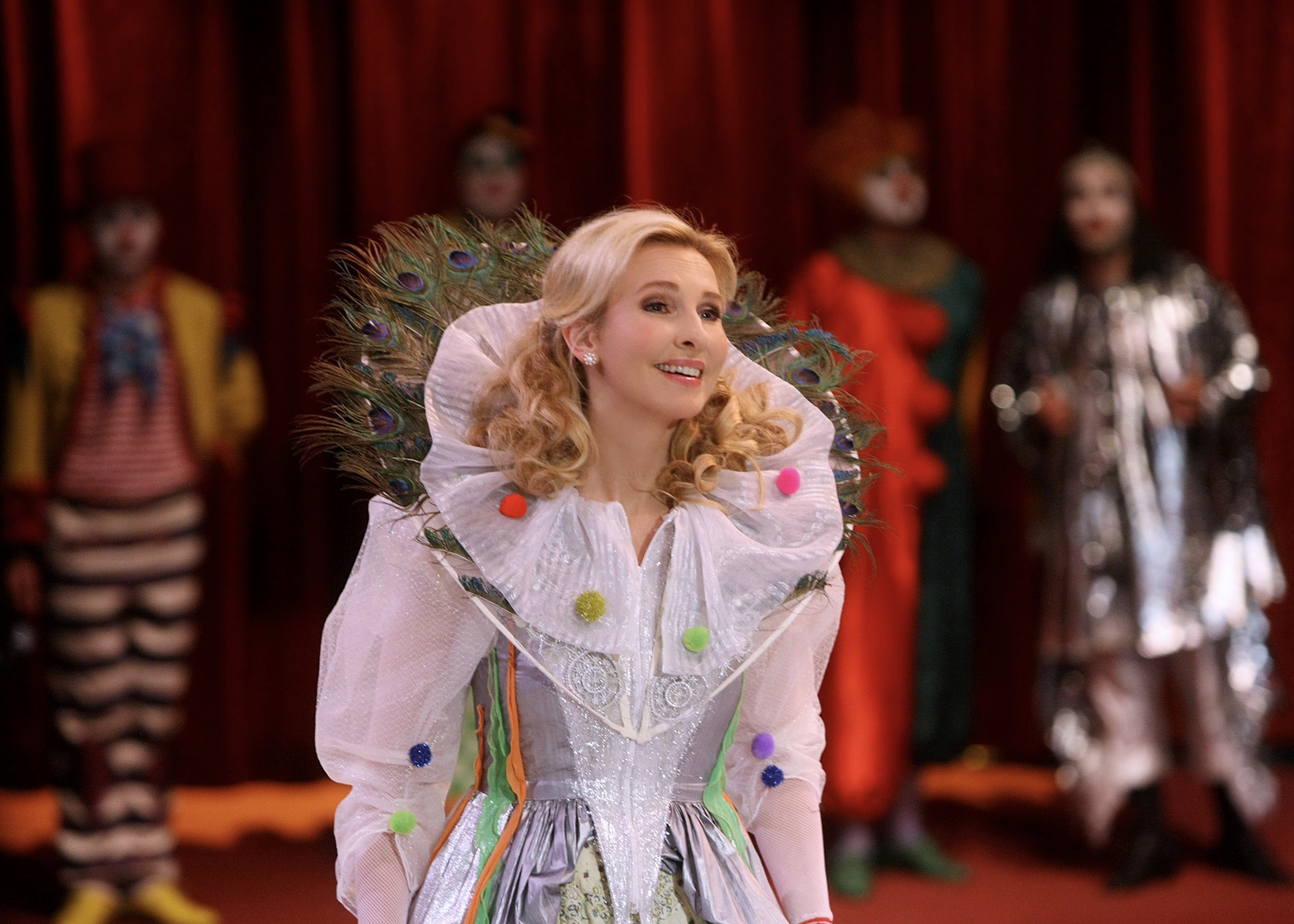
Eva Lind als Nedda in der Oper I Pagliacci 2012

Eva Lind (* 14. Juni 1966 in Innsbruck) ist eine österreichische Opernsängerin (Sopran), Fernsehmoderatorin und Malerin.

## Leben und Karriere
Lind begann ihre Gesangsausbildung am Tiroler Landeskonservatorium in Innsbruck und gewann 1983 den österreichischen Wettbewerb Jugend musiziert. Im selben Jahr debütierte sie als Blumenmädchen in Richard Wagners Parsifal am Tiroler Landestheater Innsbruck. Nach dem Abitur studierte sie an der Universität Wien Philosophie, Publizistik und Theaterwissenschaften und beendete gleichzeitig ihre professionelle Ausbildung zur Opernsängerin. Ihre Lehrerinnen waren Marta Lantieri, Ruthilde Boesch und Wilma Lipp.
1985 trat sie im Alter von 19 Jahren als Königin der Nacht in Mozarts Zauberflöte an der Wiener Staatsoper auf. In den folgenden Jahren sang sie als Ensemblemitglied dort u. a. die Titelrolle in Donizettis Lucia di Lammermoor, Sophie im Rosenkavalier von Richard Strauss, Adele in der Fledermaus von Johann Strauss sowie Sophie in Massenets Werther.
Der internationale Durchbruch gelang Lind in der Spielzeit 1985/1986 als Lucia di Lammermoor am Theater Basel. 1986 gab sie ihre Debüts bei den Salzburger Festspielen als Italienische Sängerin in Capriccio von Richard Strauss sowie an den Opernhäusern von Paris (Die Zauberflöte unter Daniel Barenboim, in der Regie von Jean-Pierre Ponnelle), Monte Carlo (Lucia di Lammermoor), Stuttgart (Die Fledermaus), Zürich, Berlin und München (Die Zauberflöte). 1988 trat sie erstmals in der Londoner Royal Albert Hall auf sowie beim Glyndebourne Festival als Nannetta in Verdis Falstaff unter Bernard Haitink und in der Regie von Sir Peter Hall. 1991 debütierte sie als Gilda in Verdis Rigoletto an der Seite von Alfredo Kraus am Teatro de la Maestranza in Sevilla und 1996 als Violetta in Verdis La traviata am Staatstheater Wiesbaden. 1998 trat sie in der Arena di Verona als Oscar in Verdis Un ballo in maschera sowie an der Mailänder Scala als Waldvogel in Wagners Siegfried auf. 2003 und 2005 sang sie dort auch die Rolle der Marzelline in Beethovens Fidelio unter der Leitung von Riccardo Muti und Werner Herzog.
Am 19. Oktober 2002 sang sie die Titelrolle in der Premiere von Pietro Mascagnis Operette SÌ an der Wiener Volksoper.
Am Staatstheater Stuttgart gab sie 2001 ihr Rollendebüt als Primadonna in Donizettis Viva la Mamma in der Neuproduktion von Martin Kušej und sang dort 2002, 2003 und 2004 die Konstanze in Mozarts Entführung aus dem Serail in der Inszenierung von Hans Neuenfels.
Ihr Auftritt in der New Yorker Carnegie Hall erfolgte im September 2007, in Washington in der National Gallery of Art im Dezember 2008. 2012 gab sie ihr Rollendebüt als Nedda in Leoncavallos Pagliacci bei den Schlossfestspielen Schwerin. Im August 2015 sang sie mit einem Liederabend in der Villa Wahnfried erstmalig in der Stadt Bayreuth.
Operngastspiele und Konzerttourneen führen Eva Lind regelmäßig nach China. So gastierte sie 2003 als Konstanze in Mozarts Entführung aus dem Serail mit dem Staatstheater Stuttgart in Hongkong. 2005 gab sie ihr Rollendebüt als Rosina in Rossinis Der Barbier von Sevilla bei einem Gastspiel der Römischen Oper am Shanghai Grand Theater. Im Januar 2011 war sie gemeinsam mit den Berliner Symphonikern auf Tournee mit Neujahrskonzerten in Peking, Shanghai, Dalian, Changsha, Hangzhou u. a. Im April 2014 gab sie eine Serie von Liederabenden in Shanghai, Xuzhou, Dalian mit der chinesischen Pianistin Xin Sui.
Zu ihren Bühnenpartnern zählten Plácido Domingo, José Carreras, Alfredo Kraus und viele andere. Mehrere Duette und Musikvideos nahm sie zudem mit Udo Jürgens auf. Bei der Hope-Gala in Dresden am 30. Oktober 2010 trat sie gemeinsam mit Udo Lindenberg auf.
Einer breiten Öffentlichkeit wurde Eva Lind durch ihre Fernsehauftritte bekannt. Ihr erster Auftritt war 1983 bei der ORF-Talenteshow Die große Chance. Unter der musikalischen Leitung von Claudio Abbado war sie 1985 neben Montserrat Caballé und Marilyn Horne in der TV-Produktion Rossini at Versailles zu sehen. 2002 präsentierte sie auf Arte die Sendereihe Stars von morgen. 2003 und 2004 moderierte und sang sie für das ZDF in der Sendung Adventliche Klänge aus Dresden in der Dresdener Frauenkirche. Von 2003 bis 2008 moderierte Lind in der ARD gemeinsam mit Gotthilf Fischer die Samstagabendsendung Straße der Lieder. 2009 moderierte sie für das MDR Fernsehen gemeinsam mit Gunther Emmerlich den Dresdner Opernball. Im Oktober 2010 stellte sie in der NDR-Fernsehsendung DAS! ihr Buch Meine schönsten Hundegeschichten vor. Sie sang ihrem Hund, den sie mitgebracht hatte, ins Ohr, um diesen ebenfalls zum Singen zu bringen. Weiterhin berichtete sie, dass sie bei der Gepäckannahme für Flüge ihren Hund an der Leine hochhalte, damit dieser auf der Waage weniger Gewicht habe. Beides wurde insbesondere von Tierschützern intensiv diskutiert.
Seit 2010 präsentiert Lind mit Marc Marshall die Chorfeste im hr-fernsehen. Im Dezember 2012 trat sie im ZDF als Solistin in der Weihnachtssendung Alle Jahre wieder von Bundespräsident Joachim Gauck auf. Am 7. Oktober 2014 sang Eva Lind bei der Eröffnung des 1. Internationalen Filmfests in Potsdam. Im September 2016 trat Eva Lind im Rahmen der 100-Jahr-Feier von BMW gemeinsam mit den Münchner Philharmonikern im Münchner Olympiastadion auf. Am 20. Juli 2017 trat sie an der Seite von Tom Gaebel bei der vom rbb übertragenen Eröffnungsgala des Classic Open Air auf dem Berliner Gendarmenmarkt auf. Am 20. September 2019 hielt Eva Lind die Laudatio für das Lebenswerk von Gunther Emmerlich im Rahmen der TV-Gala Goldene Henne.
Seit 2019 veranstaltet Eva Lind das jährlich stattfindende Festival "Klassik Unique".

## Lehrtätigkeit
Eva Lind gründete 2015 die Musikakademie Tirol und hat seit März 2016 eine Professur an der Universidade Federal do Amazonas in Manaus.

## Bildende Kunst
Seit einigen Jahren ist Eva Lind auch als bildende Künstlerin tätig. Die Hauptthemen ihrer Gemälde sind ihre persönlichen Interpretationen von Opern sowie Kunstliedern, wobei Eva Lind ihre Original-Partituren in die Bilder einarbeitet. Sie kombiniert die verschiedensten Techniken wie Malerei, Fotografie und Collage.

## Soziales Engagement
Seit dem 5. Juli 2011 ist Eva Lind Botschafterin der ZNS – Hannelore Kohl Stiftung sowie seit November 2014 Botschafterin von CARE International und unterstützt diese Organisationen mit Benefizkonzerten und karitativem Engagement.

## Auszeichnungen
- Die Sopranistin erhielt den Europäischen Förderpreis für junge Künstler für hervorragende Leistungen auf musikalischem Gebiet.
- 2016 wurde sie mit dem Ehrenzeichen des Landes Tirol ausgezeichnet.[28]

## Diskografie (Auswahl)
Solorecitals
- Frühlingsstimmen – Wiener Volksopernorchester, Franz Bauer-Theussl (Philips, 1986)
- Coloratura Arias – Münchner Rundfunkorchester, Heinz Wallberg (Philips, 1988)
- Operatic Duets (mit Francisco Araiza), Tonhalle-Orchester Zürich, Ralf Weikert (Philips, 1990)
- Ich bin verliebt – Accademia di Montegridolfo, Gustav Kuhn (BMG, 1996)
- My Romance (mit José Carreras), The London Musicians Orchestra, David Giménez Carreras (Erato, 1997)
- Lieder, die zu Herzen geh’n – Deutsches Filmorchester Babelsberg, Erich Becht (Koch Classics, 2000)
- Sentimento – Philharmonic Orchestra München, Herrmann Weindorf (Koch Universal, 2001)
- Wunder gescheh’n – Philharmonic Orchestra München, Herrmann Weindorf (Koch Universal, 2003)
- Ich will leben – Kölner Symphonisches Orchester, Erich Becht (Hänssler Classic, 2005)
- Mozart rennt – Das Rennquintett (Bayer Records, 2006)
- Die große Operettengala (mit Plácido Domingo, José Carreras, Thomas Hampson): Budapester Philharmonie, Marcello Viotti (Sony Classical, 2007)
- Stille Nacht – Kölner Symphonisches Orchester, Erich Becht (Sony BMG 2006)
- Magic Moments (mit Tobey Wilson), Philharmonic Orchestra München, Herrmann Weindorf (Seven Days Music, 2008)
- Eva Lind – Ihre grössten Erfolge aus „Straße der Lieder“ (Koch Universal, 2008)
- Bijoux (Solo Musica, 2014)
- Regenbogenfarben (ABAKUS Musik, 2015)
- Die Symphonie des Lebens (NAXOS, 2018)
- Weihnachtslieder Klassik (NOVA, 2019)

Operngesamtaufnahmen
- Les Contes d'Hoffmann (Olympia) Staatskapelle Dresden, Jeffrey Tate
- La sonnambula (Amina) Orchestra of Eastern Netherlands, Gabriele Bellini
- Der Freischütz (Ännchen) Staatskapelle Dresden, Sir Colin Davis
- La finta semplice (Ninetta) Kammerorchester Ch.P.E.Bach, Peter Schreier
- Die Fledermaus (Adele) Münchner Rundfunkorchester, Plácido Domingo
- Hänsel und Gretel (Taumännchen) Symphonieorchester des Bayerischen Rundfunks, Jeffrey Tate
- Die Zauberflöte (Papagena) Academy of St. Martin in the Fields, Sir Neville Marriner
- Die Frau ohne Schatten (Hüter der Schwelle) Wiener Philharmoniker, Sir Georg Solti
- Ariadne auf Naxos (Najade) Gewandhausorchester Leipzig, Kurt Masur

Symphonische Werke und Oratorien
- Ein Sommernachtstraum (Mendelssohn Bartholdy) Wiener Philharmoniker, Sir André Previn
- Nelsonmesse (Haydn) SWR Sinfonieorchester, Michael Gielen
- L’Apocalypse selon Saint-Jean (Jean Françaix) Göttinger Symphonieorchester, Christian Simonis
- La cetra appesa (Azio Corghi) Orchestra Sinfonica „Arturo Toscanini“, Will Humburg
- Missa est (Helmut Eder) Radio-Symphonieorchester Wien, Leopold Hager

DVD
- Salute to Vienna (1999) mit Gregory Peck, The Boys Choir of Harlem, Wiener Sängerknaben
- Die große Operettengala (mit Plácido Domingo, José Carreras, Thomas Hampson): Budapester Philharmonie, Marcello Viotti (Sony Classical, 2007)
- Eva Lind – Ihre grössten Erfolge aus „Straße der Lieder“ (Koch Universal, 2008)

## Schriften
- Eva Lind: Meine schönsten Hundegeschichten. 1. Aufl. Baden-Baden 2010, Aquensis Verlag, ISBN 978-3-937978-65-9.